# Rivière des Grands Méchins
Pour les articles homonymes, voir Méchin.
La Rivière des Grands Méchins est un affluent du littoral sud du fleuve Saint-Laurent où elle se déverse dans la municipalité des Méchins. Elle coule vers le nord dans les monts Chic-Chocs dans municipalité Les Méchins , dans la municipalité régionale de comté (MRC) de La Matanie, dans la région administrative de la Bas-Saint-Laurent, au Québec, au Canada.

## Géographie
La rivière des Grands Méchins prend sa source d'un petit lac (altitude : 495 m) parmi les lacs des Petits Chic-Chocs et de ruisseaux de montagne situés dans la partie est du canton de Cherbourg, dans les monts Chic-Chocs, dans la péninsule gaspésienne. Cette source est située à 11,0 km au sud-est du littoral sud du golfe du Saint-Laurent, à 2,2 km au nord de la limite du parc national de la Gaspésie et à 1,4 km au sud-ouest de la limite du canton de Dalibaire.
À partir de sa source, la rivière des Grands Méchins coule sur 22,8 km répartis selon les segments suivants :
- 2,6 km vers l'est dans le canton de Cherbourg, jusqu'à la limite du canton de Dalibaire (municipalité des Méchins) ;
- 9,5 km vers le nord-est dans une vallée encaissée, jusqu'à un coude de rivière ;
- 6,5 km vers le nord-ouest dans une vallée encaissée, jusqu'à la confluence de la rivière des Grands Méchins Ouest ;
- 4,2 km vers le nord dans une vallée encaissée, en traversant en fin de segment au milieu du village des Méchins et en passant sous le pont de la route 132, jusqu'à sa confluence.

La rivière des Grands Méchins se déverse du côté sud-ouest de l'anse des Méchins sur une grève peut s'étendre jusqu'à 0,2 km à marée basse. Cette confluence est située à 23,0 km au sud-ouest du centre-ville de Cap-Chat, à 3,9 km au sud-ouest de la confluence de la rivière des Petits Méchins et à 9,3 km au sud-ouest de la confluence de la rivière des Grands Capucins. L'anse des Méchins s'étend 3,0 km sur le littoral de l'estuaire maritime du Saint-Laurent, entre le cap Le Gros Machins (côté ouest) et le cap des Méchins (côté est). La montagne des Ilets, situé à l'est du village des Méchins, domine l'anse des Méchins.

## Toponymie
Comme pour Les Méchins, l'origine du nom tien à une légende. Selon les Micmacs, un mauvais esprit du nom d'Outikou s'amusait à pourchasser les gens avec un bâton gros comme un arbre. Em micmac, il répondait au nom de Matsi, méchant, nom qui se serait déformé en Les Méchins. Un autre explication serait la présence d’écueil marin qualifié de méchants, qui se serait déformé en Méchins.
Le toponyme rivière des Grands Méchins a été officialisé le 5 décembre 1968 à la Commission de toponymie du Québec.